# Козелькова Олена Георгіївна
Козелькова Олена Георгіївна (25 березня 1937, Київ) — радянська і російська актриса театру і кіно, театральний педагог. Лауреат Державної премії СРСР в області літератури, мистецтва та архітектури (1971) за роль Хромової у фільмі «Звинувачуються в убивстві» (1969). Заслужена артистка РРФСР (1984).

## З життєпису
У 1960 році закінчила геологічний факультет Московського державного університету, працювала геологом Центрально-Казахстанської експедиції.
У 1964 році закінчила студію при Московському театрі їм. Моссовєта, з цього часу — актриса театру «Современник». Паралельно з 1970 грала на сцені Театру Радянської Армії, а з 1990-х років брала участь в антрепризах.
Зіграла в кіно, включаючи фільми-спектаклі, понад сорок ролей («Ключі від раю» (1975), «Повість про людське серце» (1976), «Бережіть жінок» (1981), «Дамський кравець» (1990) та ін.).
Знялася у низці фільмів українських кіностудій.
У 1979—1984 роки викладала в ГІТІСі на факультеті музичного театру, у 1999—2011 — на факультеті сценографії (доцент кафедри сценографії, викладач дисципліни «Основи режисури та робота художника з режисером»).

## Театральні роботи
(російською)

### Ролі в театрі«Современник»
- Монастырская — В. Розов «Вечно живые» — 1964
- Женщина, которую Он любил — К. Симонов «Четвертый» — 1964
- Божена — В. Блажек «Третье желание» — 1964
- Королева — Л. Устинов, О. Табаков «Белоснежка и семь гномов» — 1965
- Женщина с коляской — В. Розов «В день свадьбы» — 1965
- Актриса — А. Володин «Старшая сестра» — 1965
- Елизавета Александровна — В. Розов (по И. А. Гончарову) «Обыкновенная история» — 1966
- Хозяйка гостиницы — К. Хоиньски «Ночная повесть» — 1966
- Мария Федоровна — Л. Зорин «Декабристы» — 1967
- Первая девушка — А. Свободин «Народовольцы» — 1967
- Александра Коллонтай — М. Шатров «Большевики» — 1967
- Монашка — Э. Ростан «Сирано де Бержерак» — 1968
- Его жена — Э. де Филиппо «Искусство комедии» — 1968
- Светлана — В. Аксенов «Всегда в продаже» — 1968
- Женщина — А. Осецка «Вкус черешни» — 1969
- Мать Валентины — М. Рощин «Валентин и Валентина» — 1971
- Никулина — А. Володин «С любимыми не расставайтесь» — 1972
- Анвар, Гульжан — Ч. Айтматов «Восхождение на Фудзияму» — 1973
- Уралова — М. Шатров «Погода на завтра» — 1973
- Ксения — К. Симонов «Из записок Лопатина» — 1974
- Лавра, Галина Дмитриевна — М. Рощин «Эшелон» — 1975
- Мария — У. Шекспир «Двенадцатая ночь» — 1975
- Мать Фарятьева — А. Соколова «Фантазии Фарятьева» — 1977
- Раевская, Вязникова — А. Гельман «Обратная связь» — 1977
- Фру Стокман — Г. Ибсен «Доктор Стокман» — 1979
- Зоя — М. Рощин «Спешите делать добро» 1980
- Фрау Форст — Ю. Семенов «Поиск-891» — 1981
- Мадлена Бежар — М. Булгаков «Кабала святош» — 1981
- Наташа Голубева — А. Гельман «Наедине со всеми» — 1981
- Мила Кленышева — А. Галин «Восточная трибуна» — 1983
- Юля — Л. Петрушевская «Квартира Коломбины» — 1985
- Тамара — Е. Гинзбург «Крутой маршрут» — 1989
- Бабушка — Л. Андреев «Анфиса» — 1991
- Мещерская — А. Галин «Титул» — 1993
- Мадам Александра — Ж. Ануй «Четыре строчки для дебютантки» — 1994
- Фрау Мюллер — Э. М. Ремарк «Три товарища» — 1999
- Ольга Спиридоновна Рыдлова — А. И. Сумбатов-Южин «Джентльменъ» — 2010

### Роботи в інших театрах
- 1995 — Госпожа де Монтрей Юкио Мисима «Маркиза де Сад» (реж. А. Ледуховский) — «Модельтеатр»
- 2001 — Алис — А. Стриндберг «Dansemacabre» (реж. В. Гульченко) — Театр Наций
- 2002 — Марлен Дитрих — Мария Рива «Моя мать — Марлен Дитрих» (реж. А. Ледуховский) — Театр Наций
- та інші…

## Фільмографія
- «Будується міст» (1965, відряджена москвичка)
- «Зірки і солдати» (1967, медсестра)
- «Аґрус» (1967, Пелагея, покоївка)
- «В горах моє серце» (1967, Лена)
- «Наші знайомі» (1968, Женя Сидорова)
- «Гвинтівки Тереси Каррар» (1969, фільм-спектакль)
- «Студент» (1969, фільм-спектакль)
- «Звинувачуються в убивстві» (1969, Хромова, суддя)
- «Три версії» (1970, фільм-спектакль)
- «Служити добру» (1970, фільм-спектакль)
- «Телеграма» (1971, епізод (немає в титрах)
- «Ніч на 14-й паралелі» (1971, Джейн)
- «Вулиця без кінця» (1972, Катя Середа)
- «Потяг у далекий серпень» (1972, Єва / Катя (Катерина Станіславівна, дочка Єви; Одеська кіностудія)
- «За твою долю» (1972, Тереза Савченко (Тамара Мєднікова); Одеська кіностудія, реж. Т. Золоєв) — Премія у номінації «Призи за акторську роботу» на VI Всесоюзному кінофестивалі в Алма-Аті (1973)
- «На весь голос» (1973, фільм-спектакль)
- «Осінні грози» (1974, Сухініна)
- «Повість про людське серце» (1974, Майя Андріївна Ольхіна, пацієнтка)
- «Мегре і стара дама» (1974, фільм-спектакль; Арлетта)
- «Ключі від раю» (1975, Регіна Дембовська; реж. А. Бренч)
- «Сибір» (1976, Зінаїда)
- «Вічно живі» (1976, фільм-спектакль; Антоніна Монастирська)
- «Листи XII століття» (1976, фільм-спектакль; Ірина Легостаєва)
- «Гарантую життя» (1977, мати)
- «Струни для гавайської гітари» (1977, т/альманах, новела «Вогонь у глибині дерева», мати; Одеська кіностудія)
- «Луньов сьогодні і завтра» (1977, фільм-спектакль; Шувалова)
- «Ецитони Бурчеллі» (1978, фільм-спектакль; Раїса Павлівна Деревушкіна, друга дружина Платона Петровича)
- «Діалог з продовженням» (1980, мати Олексія; Одеська кіностудія)
- «Бережіть жінок» (1981, начальник портофлоту; Одеська кіностудія)
- «Єдиний чоловік» (1981, читає текст)
- «Звичайні обставини» (1981, фільм-спектакль; Олена)
- «Стратити не представляється можливим» (1982, мати Жаданівського; Кіностудія імені Олександра Довженка)
- «Військово-польовий роман» (1983, дружина директора кінотеатру; Одеська кіностудія, реж. П. Тодоровський)
- «У місті хороша погода…» (1983, т/ф; Ледньова)
- «Взяти живим» (1983, Надія Семенівна, мама Василя Ромашкіна; Одеська кіностудія)
- «Новосілля» (1985, фільм-спектакль; Мартинова)
- «Час синів» (1986, Наталія Львівна, мати братів Кордіних)
- «Брошка» (1988, місіс Бойт)
- «Ешелон» (1988, Лавра)
- «Дамський кравець» (1990, Євдокия Іванівна, фельдшериця, біженка; реж. Л. Горовець
- «Третього не дано» (2000)
- «Лавина» (2001, дружина Льва Борисовича)
- «Невдача Пуаро» (2002, міс Рассел)
- «Безсоння» (2003)
- «Три товариші» (2008, фільм-спектакль; фрау Мюллер)
- «Крутий маршрут» (2008, фільм-спектакль)
- «Хліб тієї зими» (2008, Тамара; Україна, реж. Т. Золоєв)